# Calamomyia sexmaculata
Calamomyia sexmaculata är en tvåvingeart som först beskrevs av Ephraim Porter Felt 1908.  Calamomyia sexmaculata ingår i släktet Calamomyia och familjen gallmyggor. Inga underarter finns listade i Catalogue of Life.